# Cephalotes alfaroi
Cephalotes alfaroi är en myrart som först beskrevs av Carlo Emery 1890.  Cephalotes alfaroi ingår i släktet Cephalotes och familjen myror. Inga underarter finns listade.

## Bildgalleri

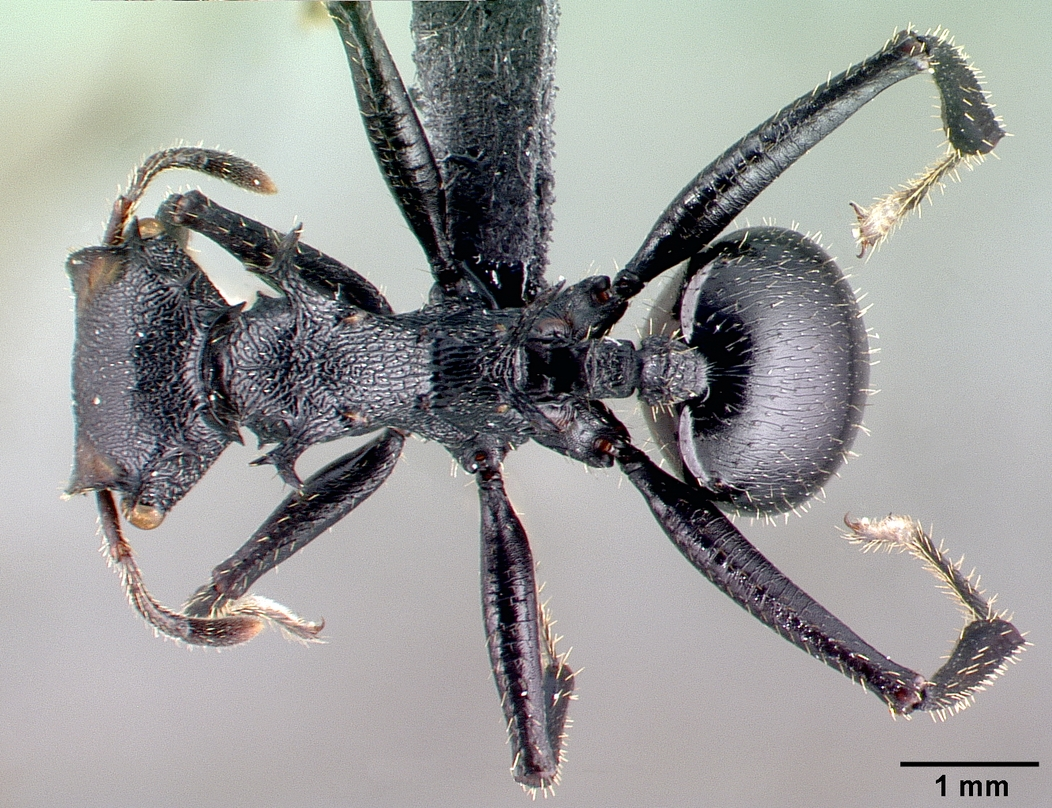
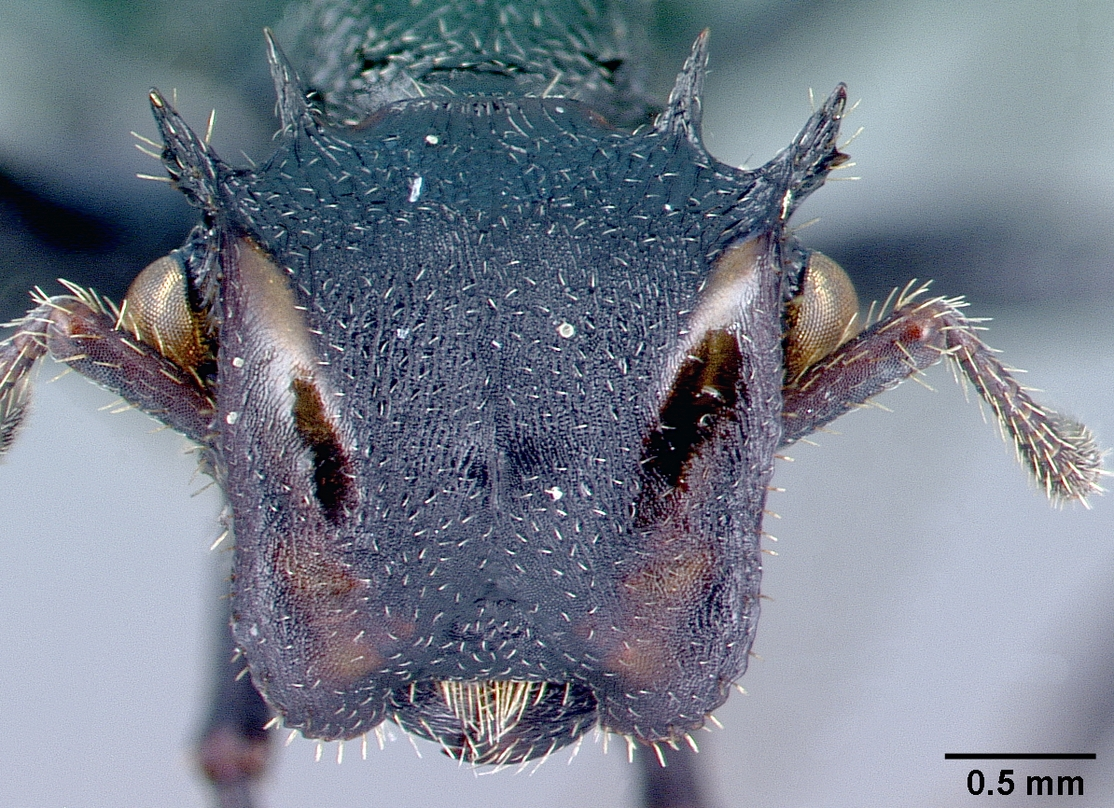
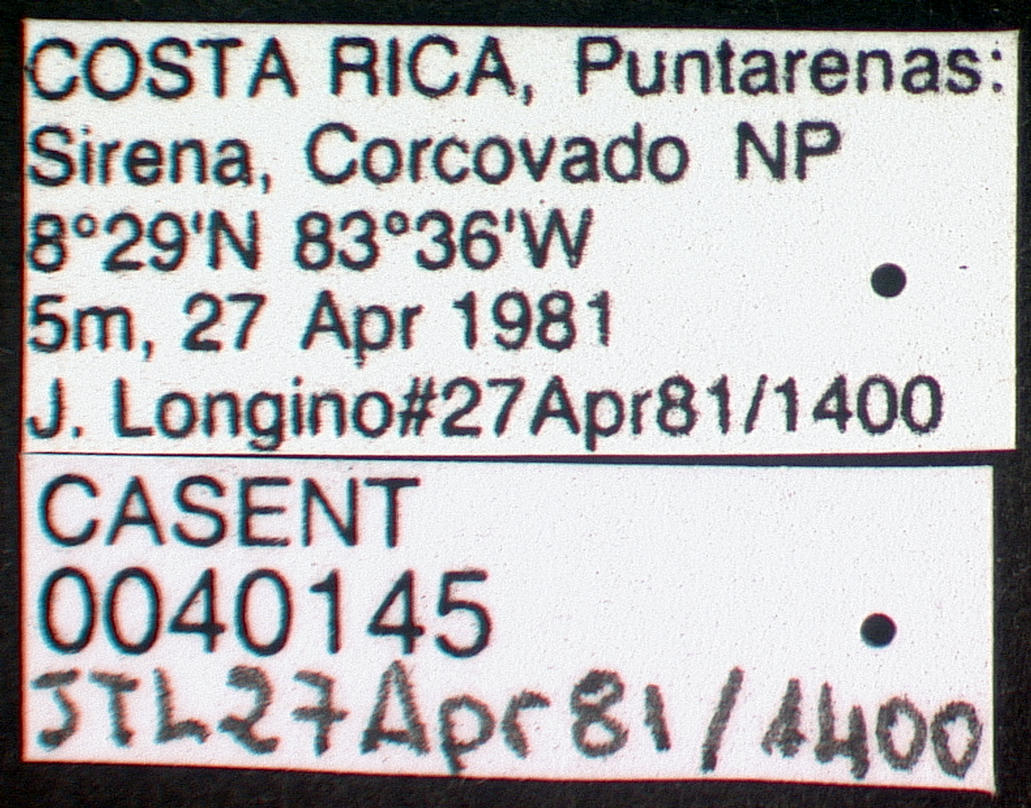
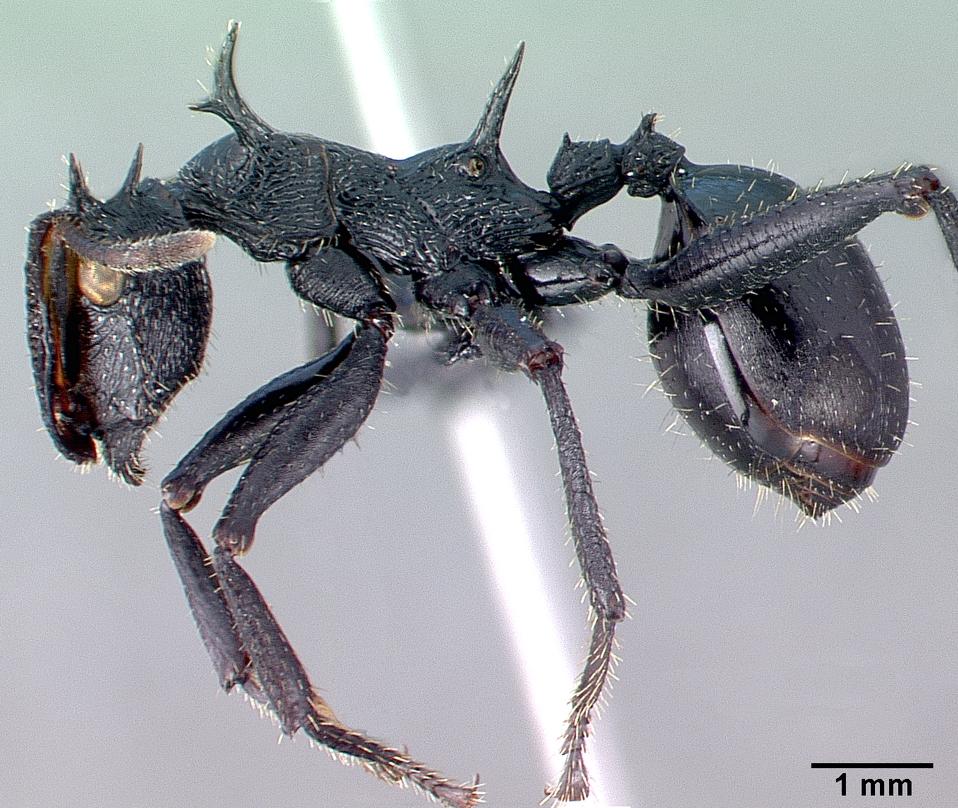
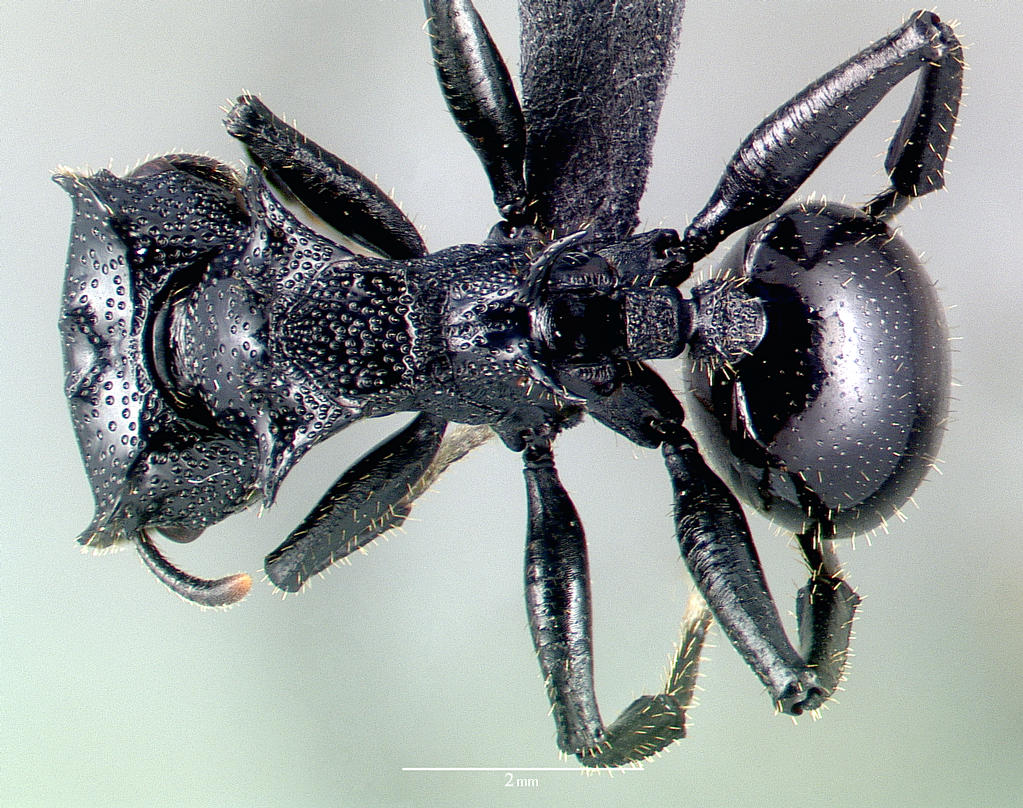
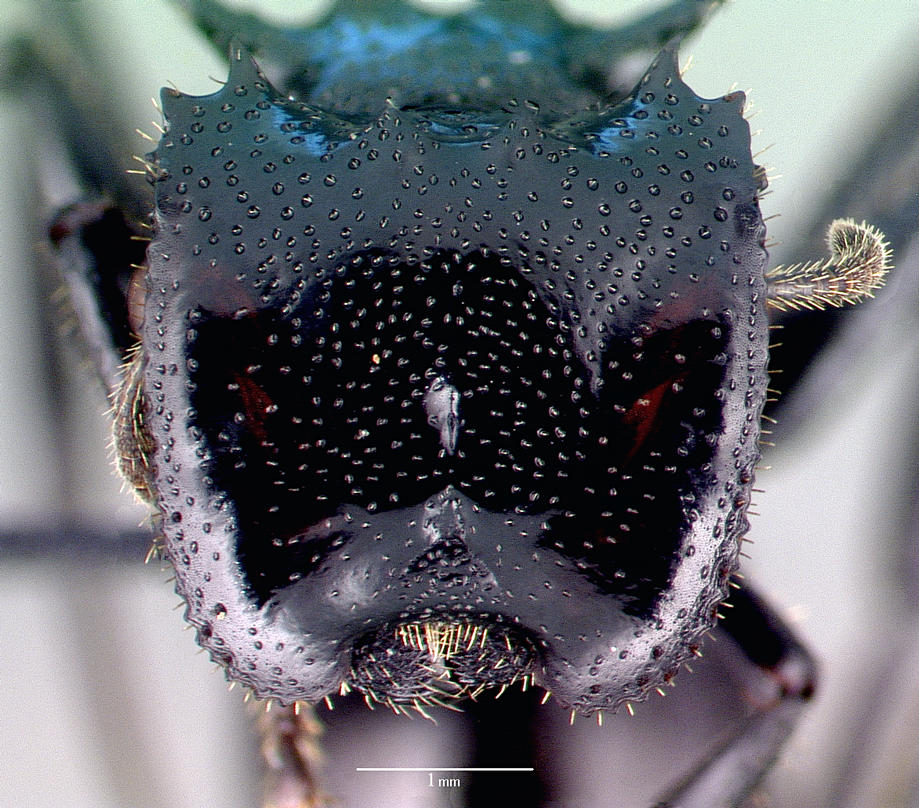